# Sapezal
Sapezal este un oraș în Mato Grosso (MT), Brazilia.